# Processus social
En sciences sociales, un processus social est un enchainement d'évènements interactionnels qui tendent à donner forme à des entités sociales nouvelles (changement social) ou au maintien (reproduction sociale).

## Définitions
La notion de processus social, vient apporter en sciences sociales, une notion de temporalité dans l'analyse des phénomènes sociaux; ce qui permet de rendre compte des dynamiques relatives à l'objet d'étude.
Les processus sociaux se réfèrent aux activités, actions et opérations qui impliquent l'interaction sociale.

## Processus sociaux
- Affiliation sociale
- Organisation sociale
- Confrontation sociale
- Exclusion sociale
- Stigmatisation sociale
- Distinction
- Discrimination
- Appropriation
- Domination
- Ségrégation sociale
- Individuation
- Régulation sociale
- Socialisation
- Racisation
- Négociation
- Innovation

## En psychologie sociale
Un processus social (ou processus interpersonnel) est une manière dont l'information qui provient des individus ou groupes de personnes nous entourant influent sur nos pensées, nos actions et nos émotions.